# Teobald II., navarski kralj
Teobald II. (baskijski Tibalt II.a Nafarroakoa, španjolski Teobaldo) (oko 1239. – 4. prosinca 1270.), zvani Mladi, bio je kralj Navare te grof Šampanje i Briea (kao Teobald V.).

## Maloljetnost
Teobald je bio najstariji sin kralja Navare Teobalda I. i njegove treće supruge Margarete Burbonske. Naslijedio je očeve naslove nakon njegove smrti, sa samo četrnaest godina. Njegova majka je djelovala kao regent s Jakovom I. Aragonskim do 1256., kada je Teobald postao punoljetan. Dana 27. studenoga 1256. potvrdio je Fuerose Navare, koji su ograničavali njegovu moć stavljajući ga pod savjet mentora iz redova aristokracije. Nije mogao donositi odluke bez vijeća dvanaestorice plemića (Porote). Teobald nije bio zadovoljan, međutim, s takvim ograničenjem prije svojeg dvadeset i prvog rođendana. Primio je obrede pomazanja i krunidbe od pape Aleksandra IV. 1257. i 1259. godine te pokušao opravdati svoje božansko pravo na vlast, koncept koji je dotad bio nepoznat u navarskoj politici.

## Unutrašnja politika
Kako bi se suprotstavio tendenciji decentralizacije, umanjio moć plemstva i izbjegao kontrolu fuerosa nad sobom, Teobald se okrenuo buržoaziji. On je od njih tražio izvanredne poreze i namete, ali su ga oni svejedno podržavali jer im je odobro prava, prestiž i političku moć. Proširio je fueros Pamplone do Lantza i Estelle do Tiebasa-danas u ruševinama i raseljena - i Torralbe del Rio. Osnovao je Espinal (Aurizberri, blizu Roncesvalles) godine 1269.
Teobald je nastavio borbu za moć s biskupom Pamplone započetu tijekom očeve vladavine.  Potonji je stajao uz svoje domaće baskijske župljane iz četvrti Navarreria, dok je Teobald zagovarao   općinu sv. Nikole u Pamploni, sastavljene od Oksitanaca iz južne Francuske. Na kraju je pokušao stati na kraj borbama između četvrti godine 1266., gurajući sporazum između vijeća triju četvrti Pamplone blokovi- iako to u konačnici nije spriječilo razorni rat u Navarreriji godine 1276.
U drugim poslovima, Teobald nastavio politiku svog oca. On je poboljšao kraljevsku upravu, prihode i rashode, a načinio prvi popis stanovništva. Zapis iz 1266. pokazuje   populaciju od 150.000 stanovnika u Navari. Oko 6,75% kraljevskih prihoda utrošeno je na birokraciju, 33.84% na vojsku, a 59,6% na održavanje monarha i njegovog kućanstva i dužnosti. 

## Francuski savez
Teobald je pronašao potporu u francuskom kralju Luju IX., koji je dosljedno podržavao svoje kolege kraljeve protiv njihovih vazala. Teobald se oženio Lujevom kćerju Izabelom 1255. godine. Teobald je djelovao kao Lujev savjetnik, a Luj kao arbitar za unutarnje probleme Navare. Kad se Berengarija, kći Alfonsa X. zaručila za sina Luja IX., Kastilja je ustupila korištenje luke Fuenterrabía i San Sebastian Navari 1. siječnja 1256. godine.
U srpnju 1270., Teobald je krenuo s puncem u osmi križarski rat u Tunisu. Luj je umro od dizenterije u opsadi. Teobald je umro bez djece u Trapaniju na Siciliji po povratku iste godine. Naslijedio ga je njegov mlađi brat, Henrik I.

## Počasti
- Kraljevina Francuska: Vitez Reda broda